# Per Hanner
Per Viktor Albert Hanner, född den 10 september 1920 i Stockholm, död 16 juni 1990 i Stockholm, var en svensk ekonom och professor.

## Utbildning
Efter studentexamen 1939. studerade han vid Handelshögskolan i Stockholm och diplomerades från Handelshögskolan (DHS) 1943. Han var därefter universitetsstuderande i företagsekonomi i USA 1946–1947.

## Karriär
Hanner blev auktoriserad revisor 1950 och ekonomie licentiat 1958. Han blev revisor vid Nils Olssons revisionsbyrå 1942, lärare vid Handelshögskolan i Stockholm 1943, direktör för Handelskamrarnas centrala revisorsnämnd från 1959 och var vice ordförande i Företagsekonomiska föreningen 1959–1961.
Han var adjungerad professor i företagsadministration med särskild inriktning mot redovisning vid Handelshögskolan i Stockholm 1973–1985.
Hanner har skrivit böckerna Årsredovisning i praktiken (1953) och Maskinbokföring och genomskriftsbokföring (1957). Han är begravd på Norra begravningsplatsen utanför Stockholm.